# Вулиця Нижня Берегова
Ву́лиця Ни́жня Берегова́ розташована у прибережній частині мікрорайону Заріччя, яка до 1946 р. була приміським селом. Вулиця сформувалась ще за часів існування села Заріччя, протягнулась вздовж берега Південного Бугу, південніше вулиці Верхньої Берегової — звідси й походить назва, яка з'явилась від перших років виникнення вулиці.

## Перспективи розвитку вулиці
Відповідно до Генерального плану міста Хмельницького, розробленого до 2031 року, вулицю Нижню Берегову та місця старої індивідуальної забудови у мікрорайоні планується забудувати багатоквартирним житлом (520,6 тис. м²) та приватними садибами (70 тис. м²).